# Jararaca-vermelha
A jararaca-vermelha (nome científico: Bothrops brazili) é uma espécie de serpente da família Viperidae. Pode ser encontrada no sul e sudeste da Venezuela, Guiana, Suriname, Guiana Francesa, sul da Colômbia, Brasil (Acre, Amapá, Amazonas, Pará, Rondônia, Roraima e norte do Mato Grosso), leste do Equador, noroeste e leste do Peru e norte da Bolívia.